# こども棋聖戦
こども棋聖戦（-きせいせん）は、アマチュア囲碁の小学生日本一を決める大会。2011年創設。正式名称は「くらしき吉備真備杯 こども棋聖戦」である。小学生低学年（小学1年から3年）と高学年（4年から6年）の部で、それぞれ地区予選を勝ち抜いた代表選手48名による全国大会を行う（2019年/第8回の1月開催を除き、12月に開催）。優勝者にこども棋聖の允許が行われる。
未就学児も低学年の部に出場できるが、都道府県代表となることはできない。藤田怜央は2019年の大阪大会で優勝したが就学前のため全国大会へは出場できなかった。
- 主催 岡山県倉敷市、読売新聞社、日本棋院、倉敷市文化振興財団
- 共催 倉敷市教育委員会、山陽新聞社
- 後援 岡山県小田郡矢掛町、関西棋院
- 協賛 幻冬舎エデュケーション、倉敷真備ライオンズクラブ

## 方式
- 全国大会は、囲碁を伝承したと伝えられる吉備真備に由縁のある、岡山県倉敷市真備町のマービーふれあいセンターに招待され、行われる。ただし2018・19年は西日本豪雨の影響で山陽ハイツ・倉敷市民会館で開催
- 3回戦の予選リーグを行い、各リーグ1位が決勝トーナメントに進出。3回戦のトーナメント戦で1～3位を決定する。
- 総互先、黒番6目半コミ出し
- 持ち時間は予選：30分切れ負け／本戦：40分切れ負け／決勝：40分＋1手10秒読み
- 高学年の部優勝者は審判長（原則としてプロ棋聖保持者）と公開記念対局を行う

## 優勝者
| 回次 | 年度 | 低学年                               | 高学年                               |
| ---- | ---- | ------------------------------------ | ------------------------------------ |
| 1    | 2011 | 川口飛翔（小3・埼玉）                | 林隆羽（小5・埼玉）                  |
| 2    | 2012 | 犬丸翔太（小3・神奈川）              | 川口飛翔（小4・埼玉）                |
| 3    | 2013 | 酒井佑規（小3・東京）                | 伊了（小6・東京）                    |
| 4    | 2014 | 福岡航太朗（小3・東京）              | 森田拳（小6・京都）                  |
| 5    | 2015 | 羽根和哉（小3・愛知）                | 田口昂征（小6・栃木）                |
| 6    | 2016 | 向井俊成（小3・兵庫）                | 福岡航太朗（小5・東京）              |
| 7    | 2017 | 川端篤士（小3・大阪）                | 保田翔太（小6・愛知）                |
| 8    | 2018 | 鈴木唯斗（小3・千葉）                | 桑原樹（小4・東京）                  |
| 9    | 2019 | 長尾想太（小3・石川）                | 鈴木唯斗（小4・千葉）                |
| 10   | 2020 | 新型コロナウイルス感染拡大により中止 | 新型コロナウイルス感染拡大により中止 |
| 11   | 2021 | 遠藤壮一郎（小3・東京）              | 渡利大遥（小5・京都）                |
| 12   | 2022 | 永代斗真（小2・東京）                | 三橋拓真（小5・北海道）              |
| 13   | 2023 | 小川蓮（小3・東京）                  | 横手悠生（小5・東京）                |
| 14   | 2024 | 鄭智皓                               | 岩切知輝                             |